# Roman Pavliutxenko
Roman Anatólievitx Pavliutxenko (en rus: Роман Анатольевич Павлюченко) (Mostovskoi (Krasnodar, el 15 de desembre de 1981) és un futbolista professional rus. Juga com a davanter centre a Tottenham Hotspur FC i a la selecció russa.

## Palmarès
Spartak de Moscou
- 2003: Copa russa
- 2006: Lliga russa, màxim golejador (18 gols a 27 partits)[1]
- 2007: Lliga russa, màxim golejador (14 gols a 22 partits)

Tottenham Hotspur
- 2009: Subcampió a la Carling Cup

Selecció
- Equip ideal de l'Eurocopa 2008